# Tes parents
Pour les articles homonymes, voir Parent.
Clip vidéo
[vidéo] « Vincent Delerm - Tes parents (2002) », sur YouTube
Tes parents est une chanson française de l'auteur-compositeur-interprète Vincent Delerm. Un de ses tubes les plus célèbres qui contribue à sa célébrité, enregistré avec succès sur son premier album Vincent Delerm chez Tôt ou tard en 2002 (Victoire de l'album révélation de l'année aux Victoires de la musique, et prix Francis Lemarque du Grand prix Sacem 2003).

## Histoire
Vincent Delerm imagine les parents de Chloé avec cette chanson (une caricature de ses futurs beaux parents) avec son style humoristique caractéristique (accompagné au piano, violons, et contrebasse). Peut-être sont-ils professeurs de lettres, en retraite, peut-être des gens bien, qui regardent les soirées spécial Joe Dassin (quitte à faire la vaisselle le lendemain matin), écoutent France Inter, lisent Télérama, Colette, et votent pour Les Verts, avec leur chauffage sur 17 °C, peut-être boivent-ils du Perrier dans les cafés, voyagent autour du monde, dans les pays chauds, pour ramener des diapos, skient dans le Jura, ou s’éclatent en 4x4, jouent au golf au Touquet, au scrabble, ou chantent dans la chorale de Riquewihr, peut- être pour Noël lui offriront-ils un livre sur le Louvre, peut-être sont-ils un peu chiants, mais il est prêt à faire des concessions, trahir ses convictions, et à tout accepter pour que ça passe, Figaro Madame ou Libération, manger de la cervelle de mouton et des huîtres au réveillon, caresser leur chien sale et lui ouvrir les boîtes de canigou, supporter toute la traviata, dire du mal du voisin, supporter les Opel Vectra, et même regarder Thalassa, rapporter les restes de blanquette en rentrant le dimanche soir à la porte de Champerret, et répondre à la question de son père alors Vincent quand est-ce que vous faites un disque...

## Album Vincent Delerm 2002
1. Fanny Ardant et moi
2. La Vipère du Gabon
3. Châtenay-Malabry
4. Catégorie Bukowsky
5. Tes parents
6. Cosmopolitain
7. Slalom géant
8. Le Monologue shakespearien
9. Charlotte Carrington
10. Deauville sans Trintignant
11. L'Heure du thé